# جک اوبراین
جک اوبراین (انگلیسی: Jack O'Brien؛ ‏ ۱۸ ژوئن ۱۹۳۹ – ۱ ژانویهٔ ۱۹۳۸) کارگردان فیلم، تهیه‌کننده، ترانه‌سرا و نویسنده اهل ایالات متحده آمریکا بود.
از فیلم‌ها یا مجموعه‌های تلویزیونی که وی در آن‌ها نقش داشته‌است، می‌توان به تماشاخانه آمریکایی اشاره نمود.